# ヤキイモ (小惑星)
ヤキイモ (8865 Yakiimo) は、小惑星帯にある小惑星である。
静岡県にあった観測施設「JCPMやきいも観測所」で名取亮と浦田武が発見し、観測施設の名前に因んで名づけられた。